# Tatort: Bienzle und der Traum vom Glück
Bienzle und der Traum vom Glück ist die 342. Folge der Fernsehreihe Tatort. Die vom Süddeutschen Rundfunk unter der Regie von Dieter Schlotterbeck produzierte Folge wurde erstmals am 29. September 1996 im Ersten Programm der ARD ausgestrahlt. Für Kriminalhauptkommissar Ernst Bienzle (Dietz-Werner Steck) ist es der sechste Fall. Bienzle hat es mit dem vermeintlichen Unfalltod eines Arbeiters in einem Steinbruch und einem Giftmüllskandal zu tun.

## Handlung
Im Steinbruch von Wilhelm Zanker kommt bei einer Sprengung ein englischer Arbeiter ums Leben. Zanker ist schockiert, als er von dem Vorfall erfährt, und will seinen Schwiegersohn Hermann Schweikardt sprechen. Den plagen jedoch gerade andere Sorgen, da er erpresst wird; sein Freund und Geschäftspartner Wieland Schorf gibt sich hingegen gelassen. Bienzle und Gächter sind am vermeintlichen Unfallort eingetroffen und werden dort Zeuge der erheblichen Spannungen zwischen den einheimischen Arbeitern und englischen Niedriglohnarbeitern; letztere unterstellen Absicht, Vorarbeiter Kästle beteuert hingegen, dass alle Sicherheitsvorschriften eingehalten wurden. Zanker erzählt Bienzle, dass sein Schwiegersohn die englischen Arbeiter als Scheinselbstständige eingestellt habe, um Kosten einzusparen. Gächter erfährt vom Sprengmeister, dass die Sprengmenge nicht ordnungsgemäß vermerkt wurde, sonstige Unregelmäßigkeiten gab es aber nicht. Am Abend können Bienzle und Gächter gerade noch eine körperliche Auseinandersetzung zwischen den deutschen und den englischen Kollegen verhindern. Der englische Arbeiter Edward erzählt seiner Freundin, der Wirtin Klara Grossmann, mit der er von einem Leben in England träumt, dass es auch ihn hätte treffen können. Zanker informiert am Abend seinen Schwiegersohn Schweikardt von dem Vorfall; dieser ruft Schorf an, der ihn anweist, sämtliche Beweismittel über Nacht verschwinden zu lassen. Die englischen Arbeiter werden nachts gerufen, um mit Schweikardt illegal im Steinbruch gelagerte Giftfässer abzutransportieren.
Am nächsten Morgen erfährt Bienzle vom Gerichtsmediziner Dr. Kocher, dass der Tote in letzter Zeit öfter mit Gift in Berührung gekommen sein muss; die Kontaminierung war so stark, dass er über kurz oder lang daran gestorben wäre. Bienzle sucht Zanker und Schweikardt auf und fragt sie, ob sie etwas mit Chemikalien zu tun hätten, was Schweikardt vehement abstreitet. Dr. Kocher erzählt Bienzle hingegen später, dass sich der Arbeiter die Vergiftungen erst kürzlich in Deutschland zugezogen haben muss. Am Abend trifft sich Schorfs Mitarbeiterin Inka Brahms mit Schweikardt und gibt sich als die Erpresserin zu erkennen; sie zeigt ihm Filmaufnahmen der illegalen Giftmülllagerung und fordert DM 250.000 für ihr Schweigen; sie zeigt an, dass sie mit Kästle zusammenarbeitet. Während Bienzle und seine Leute die Unterkunft der Engländer nach Giftspuren absuchen, sucht Schweikardt Schorf auf. Er macht ihm Vorwürfe, dass er jetzt von Schorfs Mitarbeiterin erpresst wird, weil er dessen Giftfässer entsorgt; Schorf beschwichtigt ihn, dass er sich um Inka kümmern werde. Dr. Kocher entdeckt Asbestspuren und weitere Gifte in hohen Konzentrationen in den Kleidungsstücken der englischen Arbeiter; offensichtlich sind alle Arbeiter kontaminiert. Bienzle besucht die Arbeiterkneipe von Klara und wird dort Zeuge, wie einer der englischen Arbeiter mit einer größeren Menge Geld prahlt, die er auf geheimnisvolle Weise verdient habe. Edward bricht unterdessen in der Kneipe zusammen und wird ins Krankenhaus eingeliefert. Zanker, der von Bienzle erfahren hat, dass dieser auch wegen illegalen Giftmüllhandels ermittelt, stellt seinen Schwiegersohn zur Rede; der streitet die Vorwürfe ab. Zankers Tochter Regine hält zu ihrem Mann.
Schorf sucht unterdessen Inka und Kästle auf und findet sie mit DM 50.000 ab; sie sollen die Stadt verlassen, ansonsten würden seine Anwälte sie fertig machen. Gächter bekommt mit, wie Schorf Schweikardt aufsucht und ihm davon erzählt; er kündigt Schweikardt zudem die Freundschaft und die Geschäftsbeziehung auf. Bienzle versucht unterdessen vergeblich, aus dem im Sterben liegenden Edward die Wahrheit herauszubekommen; später erzählt Edward Klara, dass Schweikardt ihm stets versichert habe, dass die Stoffe nicht gefährlich seien. Kurz darauf verstirbt er. Klara sinnt auf Rache, nimmt sich eine Waffe und sucht Schweikardt auf. Zuvor kontaktiert sie allerdings Bienzles Freundin Hannelore, zu der sie ein Vertrauensverhältnis aufgebaut hat, und erzählt ihr, wo Edward die Giftfässer für Schweickardt versteckt hatte. Polizei und Feuerwehr können die Fässer aus dem Neckar bergen. Zanker stellt seinen Schwiegersohn zur Rede. Nachdem Zanker gegangen ist, taucht Klara bei Schweikardt auf, schafft es aber nicht, ihn zu erschießen. Schweikardt sucht seinen Schwiegervater auf einer Baustelle auf und bittet ihn um eine neue Chance. Als Zanker ihm diese nicht geben will und ihm rät, sich der Polizei zu stellen, stürzt sich Schweikardt in den Tod.

## Hintergrund
Die Folge wurde in Stuttgart und Umgebung gedreht.

## Rezeption

### Einschaltquote
Die Erstausstrahlung erreichte 7,47 Millionen Zuschauer, was einem Marktanteil von 23,0 Prozent entsprach.

### Kritik
Die Kritiker der Fernsehzeitschrift TV Spielfilm beurteilen diesen Tatort positiv und lobten den „Schwabenkrimi mit bissig schwarzem Humor“ auch als „raffiniert-böse[n] Krimi mit guter Kameraarbeit“.